# Trenčianske Mitice
Trenčianske Mitice ist eine Gemeinde im Nordwesten der Slowakei mit 877 Einwohnern (Stand 31. Dezember 2024) und gehört zum Okres Trenčín, einem Teil des Trenčiansky kraj.

## Geographie
Die Gemeinde befindet sich in den nordwestlichen Ausläufern des Hügellands Nitrianska pahorkatina (Teil des slowakischen Donautieflands) unterhalb des Gebirges Strážovské vrchy und wird vom Bach Svinica (Flusssystem Bebrava) durchflossen. Westlich von Trenčianske Mitice liegt ein Kalksteinbruch. Die Gemeinde ist zudem für mehrere Mineralquellen bekannt, deren Wasser als Mineralwasser Mitická im Handel erhältlich ist. Das Ortszentrum liegt auf einer Höhe von 340 m n.m. und ist jeweils 15 Kilometer von Bánovce nad Bebravou und Trenčín entfernt.
Nachbargemeinden sind Soblahov im Norden, Neporadza im Osten, Svinná im Südosten, Trenčianske Jastrabie im Süden und Mníchova Lehota im Westen.

## Geschichte

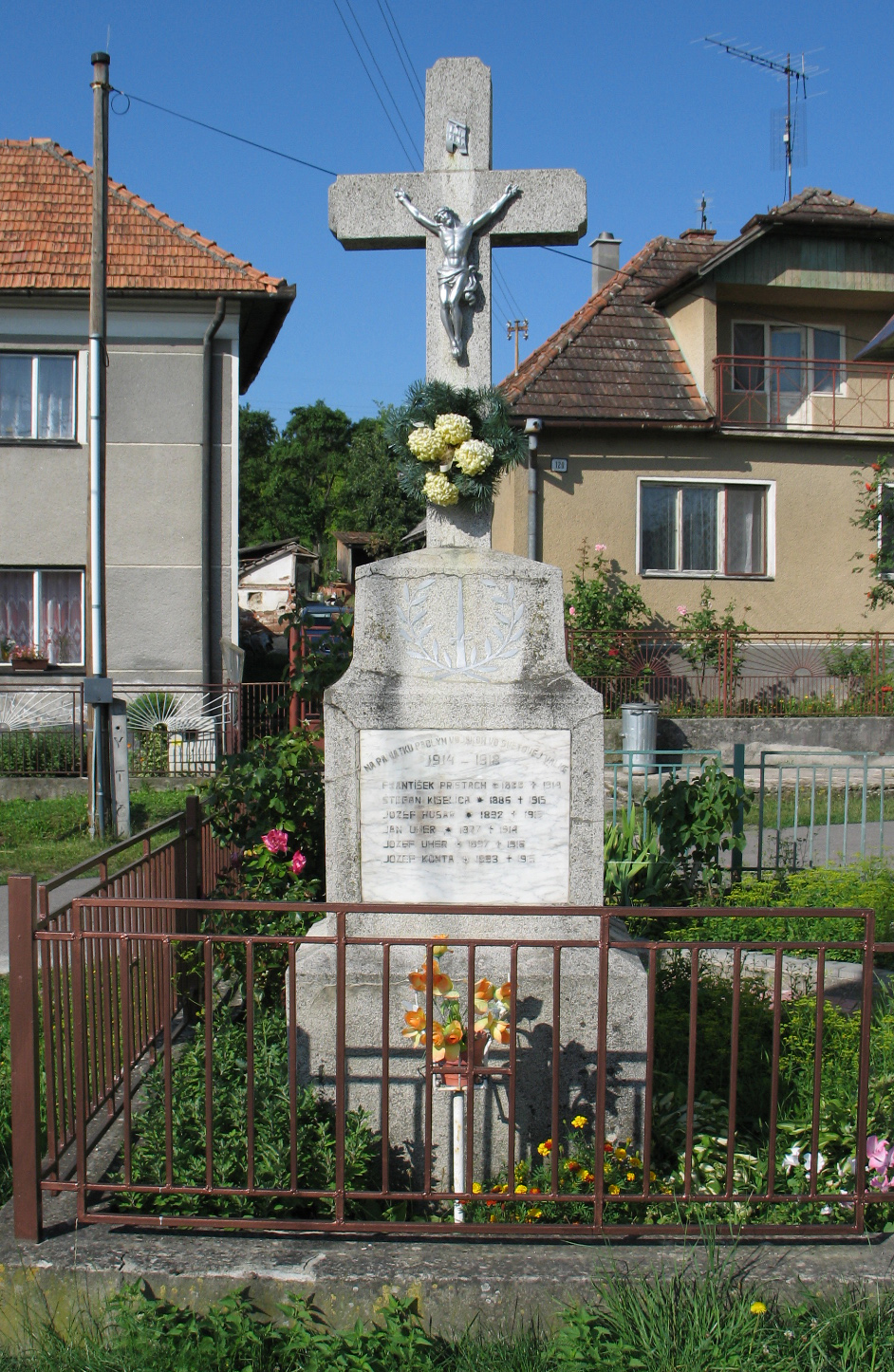
Denkmal an gefallene Soldaten im Ersten Weltkrieg

Die heutige Gemeinde entstand 1960 durch Zusammenschluss folgender Orte:
- Kostolné Mitice (ungarisch Mitta – bis 1907 Kosztolnamitic)
- Rožňové Mitice (bis 1927 „Rožnové Mitice“; ungarisch Rozsonymitta – bis 1907 Rozsonymitic)
- Zemianske Mitice (bis 1927 „Zemanské Mitice“; ungarisch Nemesmitta – bis 1907 Nemesmitic)

Diese bilden heute keine Ortsteile mehr.
Der ursprüngliche Ort wurde zum ersten Mal 1269 als Mitha schriftlich erwähnt und entstand nahe einer Mautstelle auf dem Weg in das Waagtal. Im 14. Jahrhundert kam es zur Teilung in drei verschiedene Orte. 1828 hatten sie insgesamt 94 Häuser und 823 Einwohner, die vorwiegend von der Landwirtschaft lebten.
Bis 1918 gehörten die im Komitat Trentschin liegenden Orte zum Königreich Ungarn und kamen danach zur Tschechoslowakei beziehungsweise heute Slowakei.

## Bevölkerung
| Jahr                | 1994 | 2004    | 2014    | 2024     |
| ------------------- | ---- | ------- | ------- | -------- |
| Anzahl der Personen | 735  | 716     | 773     | 877      |
| Unterschied         |      | −2,58 % | +7,96 % | +13,45 % |

| Jahr                | 2023 | 2024    |
| ------------------- | ---- | ------- |
| Anzahl der Personen | 858  | 877     |
| Unterschied         |      | +2,21 % |

Nach der Volkszählung 2011 wohnten in Trenčianske Mitice 767 Einwohner, davon 756 Slowaken, vier Tschechen und zwei Magyaren. Fünf Einwohner machten diesbezüglich keine Angabe. 714 Einwohner bekannten sich zur römisch-katholischen Kirche, zwei Einwohner zu den Zeugen Jehovas und ein Einwohner zur evangelischen Kirche A. B. 40 Einwohner waren konfessionslos und bei zehn Einwohnern wurde die Konfession nicht ermittelt.

## Bauwerke
- römisch-katholische Georgskirche in Kostolné Mitice, ursprünglich im 13. Jahrhundert errichtet, 1794 im barock-klassizistischen Stil neu gestaltet
- Landschloss in Rožňové Mitice, heute im neoklassizistischen Stil gestaltet